# バトゥ・ブレンダム空港
マラッカ国際空港（マレー語: Lapangan Terbang Antarabangsa Melaka）は、マレーシア・マラッカの州都（ Melaka ）にある空港。旧称は バトゥ・ブレンダム空港（マレー語: Lapangan Terbang Batu Berendam, 英語: Batu Berendam Airport）である。

## 概要
1952年に開港。マラッカ中心部から北へ約7km、バトゥ・ブレンダムにある。
- 航空管制：マレーシア民間航空局

ペランギ航空が長い間運航していたシンガポール線を運休したため、一時期定期便が途絶えていた。
2001年頃（正確な時期は不明）、ペランギ航空は新規にイポー、プカンバル、メダンへの路線を開設したが、経営破綻のため運航休止。
メルパチ航空がフォッカー F27型機を使用しパカンバル、バタム島へ、ベルジャヤ航空がDHC-7型機を使用しクアラ・ルンプールのスルタン・アブドゥル・アジズ・シャー空港へ路線を開設したが、いずれも撤退した。
2006年より改装工事が始まり、2009年5月12日、新しい旅客ターミナルが完成し運用を開始した。また、滑走路を2,135メートルに延長する工事をしており、2009年11月1日からマレーシア航空、エアアジア、ガルーダ・インドネシア航空などが就航する予定である。2010年2月、空港名をマラッカ国際空港へと変更した。
2019年現在、マリンド航空がコタバル、ランカウイ、パカンバル、ペナンへの定期便を運航中。
2019年7月1日からエアアジア社によるマラッカ国際空港　( Batu Berendam international Airport : MKZ ） とペナン空港を結ぶマレーシア国内定期便が運航中。

## 就航航空会社と就航都市
| 航空会社         | 就航地                                   |
| ---------------- | ---------------------------------------- |
| マリンド・エア   | ペナン、プカンバル、コタバル、ランカウイ |
| エクスプレスエア | プカンバル                               |
| エアアジア       | ペナン                                   |